# Déforestation au Kenya

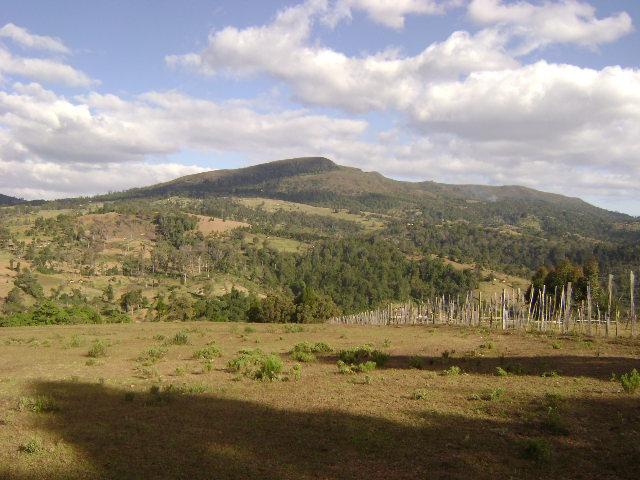
Paysage résultant de la déforestation au Kenya

La déforestation au Kenya est le processus de diminution de la surface occupée par la forêt au Kenya.
En 1963 la forêt n'occupait plus que 10% du pays, elle n'en occupe plus que 2,5% de nos jours.
Selon une étude du Programme des Nations Unies pour l’environnement, les coûts engendrés par la déforestation au Kenya sont quatre fois plus élevés que les gains de l'exploitation forestière. La déforestation est estimée à 68 millions de dollars en 2010, à comparer au 15 millions de dollars de revenus liés à l'industrie forestière.

## Causes
Les coupes illégales sont fréquentes, et difficilement gérées par les gardes forestiers, qui ont près de 600 hectares de forêt à surveiller chacun. Les autres causes sont l'appropriation des terrains, l'utilisation de charbon de bois et l'extension de l'agriculture, ainsi que le développement du tourisme.

## Conséquences
À la suite de la déforestation qui a perturbé le cycle de l'eau, la capitale Nairobi souffre d'un manque chronique d'eau. Les observateurs notent une augmentation de l'abattage des arbres tout au long des fleuves, ce qui met en danger la survie de l'écosystème.

## Reboisement
Afin de mettre fin au déboisement, le gouvernement a interdit l'abattage d'arbres pendant trois mois en début de l'année 2018 pour tenter de lutter contre la sécheresse et à la situation d'insécurité alimentaire.
Des expériences de reboisement ont été effectuées, consistant à lancer par avion des sacs de graines enrobées de charbon de bois pour lutter contre la déforestation. L'objectif est de replanter 20 millions de nouveaux arbres.